# مسجد شيرة بزها
مسجد شيرة بزها (بالفارسية: مسجد شیره پزها) هو مسجد تاريخي يعود إلى عصر القرن الثاني عشر الهجري، ويقع في أصفهان.